# Nian Yun
Nian Yun (年芸S; 9 ottobre 1982) è un'ex nuotatrice cinese.

## Carriera
Ha vinto la medaglia d'argento nella staffetta 4x100m stile libero alle Olimpiadi di Atlanta 1996.

## Palmarès
- Giochi olimpici

Atlanta 1996: argento nella 4x100m sl.